# Isonychus granuliventris
Isonychus granuliventris är en skalbaggsart som beskrevs av Frey 1970. Isonychus granuliventris ingår i släktet Isonychus och familjen Melolonthidae. Inga underarter finns listade i Catalogue of Life.